# Xã Troy, Quận Bradford, Pennsylvania
Xã Troy (tiếng Anh: Troy Township) là một xã thuộc quận Bradford, tiểu bang Pennsylvania, Hoa Kỳ. Năm 2010, dân số của xã này là 1.645 người.